# الأب الشرعي (فلم)
الأب الشرعي هو فيلم دراما مصري من إخراج ناجي أنجلو وبطولة نادية لطفي، محمود ياسين، شكري سرحان ووحيد عزت، صدر الفيلم في 13 فبراير 1988. وهو آخر أفلام نادية لطفي جسدت في الفيلم شخصية شريفة وهي أم لولد وبنت، تحاول الحفاظ عليهما، وحمايتهما من مشاكل الشباب في عمرهما، بعد غياب والدهما.

## نبذة
شريفة، سيدة في منتصف العمر، منغمسة بين إدارة مصنع النسيج الذي ورثته عن زوجها بعد موته، وبين أعباء الأسرة. تدرك أن ابنتها تحب جارهم الذي هو في عمر أبيها فتصاب بصدمة كبيرة.

## وصلات خارجية
- مقالات تستعمل روابط فنية بلا صلة مع ويكي بيانات